# Noé-les-Mallets
Noé-les-Mallets (1793 und 1801 mit den Schreibweisen Noé und Noée) ist eine französische Gemeinde mit 104 Einwohnern (Stand: 1. Januar 2022) im Département Aube in der Region Grand Est (bis 2015 Champagne-Ardenne). Die Gemeinde gehört zum Arrondissement Troyes und zum Gemeindeverband Barséquanais en Champagne.

## Geografie
Die Gemeinde Noé-les-Mallets liegt 15 Kilometer östlich von Bar-sur-Seine und etwa 45 Kilometer südöstlich von Troyes. Das 8,33 km² umfassende Gemeindegebiet beschreibt einen von einer hufeisenförmigen Hügelkette umschlossenen Talkessel, der nur nach Westen geöffnet ist. Im Talkessel entspringt mitten im Dorf Noé der Fluss Ruisseau de Noé, der nach Südwesten schwenkt und sechs Kilometer weiter in Loches-sur-Ource in die Ource mündet. Wie in einem Krater steigen die Hügel um den Talkessel um fast 100 Höhenmeter an, wobei die Hänge mit Weinreben bepflanzt sind. Auch im Südwesten, oberhalb des Weilers Le Grand Mallet, gibt es Weinlagen, die nach Süden und Osten ausgerichtet sind. Im Norden und Nordwesten der Gemeinde finden sich kleinere Forste zwischen den Feldern auf den Hochplateaus. Auf den halbkreisförmig um das Dorf Noé befindlichen Hochplateaus liegt im Osten mit 357 m über dem Meer der Mont de Noë, der höchste Punkt in der Gemeinde.
Umgeben wird Noé-les-Mallets von den Nachbargemeinden Éguilly-sous-Bois und Vitry-le-Croisé im Norden, Saint-Usage im Osten, Fontette im Südosten, Essoyes im Süden, Loches-sur-Ource im Südwesten (Berührungspunkt) sowie Chacenay im Westen und Nordwesten.

## Ortsname
Noé ist der Name des Flusses, der in der Gemeinde entspringt; mit -les-Mallets, den beiden Mallets sind die Ortsteile Le Grand Mallet und Le Petit Mallet gemeint. Per Dekret vom 24. März 2009 wurde der Gemeindename von Noë-les-Mallets nach Noé-les-Mallets geändert.

## Bevölkerungsentwicklung
| Jahr      | 1962 | 1968 | 1975 | 1982 | 1990 | 1999 | 2011 | 2021 |
| Einwohner | 163  | 146  | 150  | 137  | 142  | 137  | 116  | 108  |

Im Jahr 1831 wurde mit 483 Bewohnern die bisher höchste Einwohnerzahl ermittelt. Die Zahlen basieren auf den Daten von cassini.ehess und INSEE.

## Sehenswürdigkeiten
- Cadole genanntes aus Trockenmauerwerk errichtetes höhlenartiges Bauwerk, das früher zur Aufbewahrung des Weins diente
- Romanische Kirche Saint-Pierre-aux-Liens
- Vieux moulin, alte Wassermühle am Ruisseau de Noé
- Lavoir (Waschhaus)

Cadole in Noé-les-Mallets
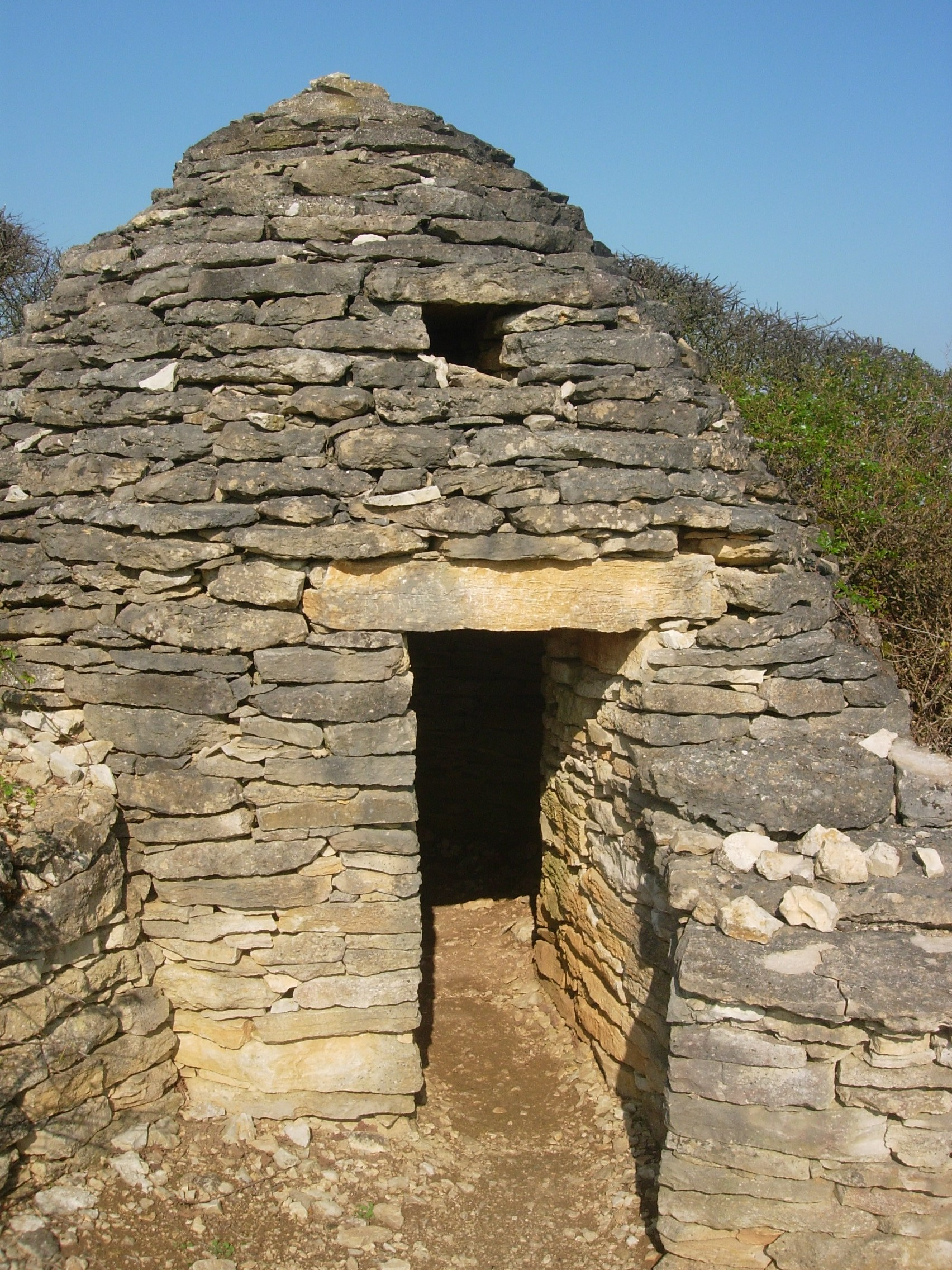
Außenansicht der Cadole auf dem Plateau de Blu
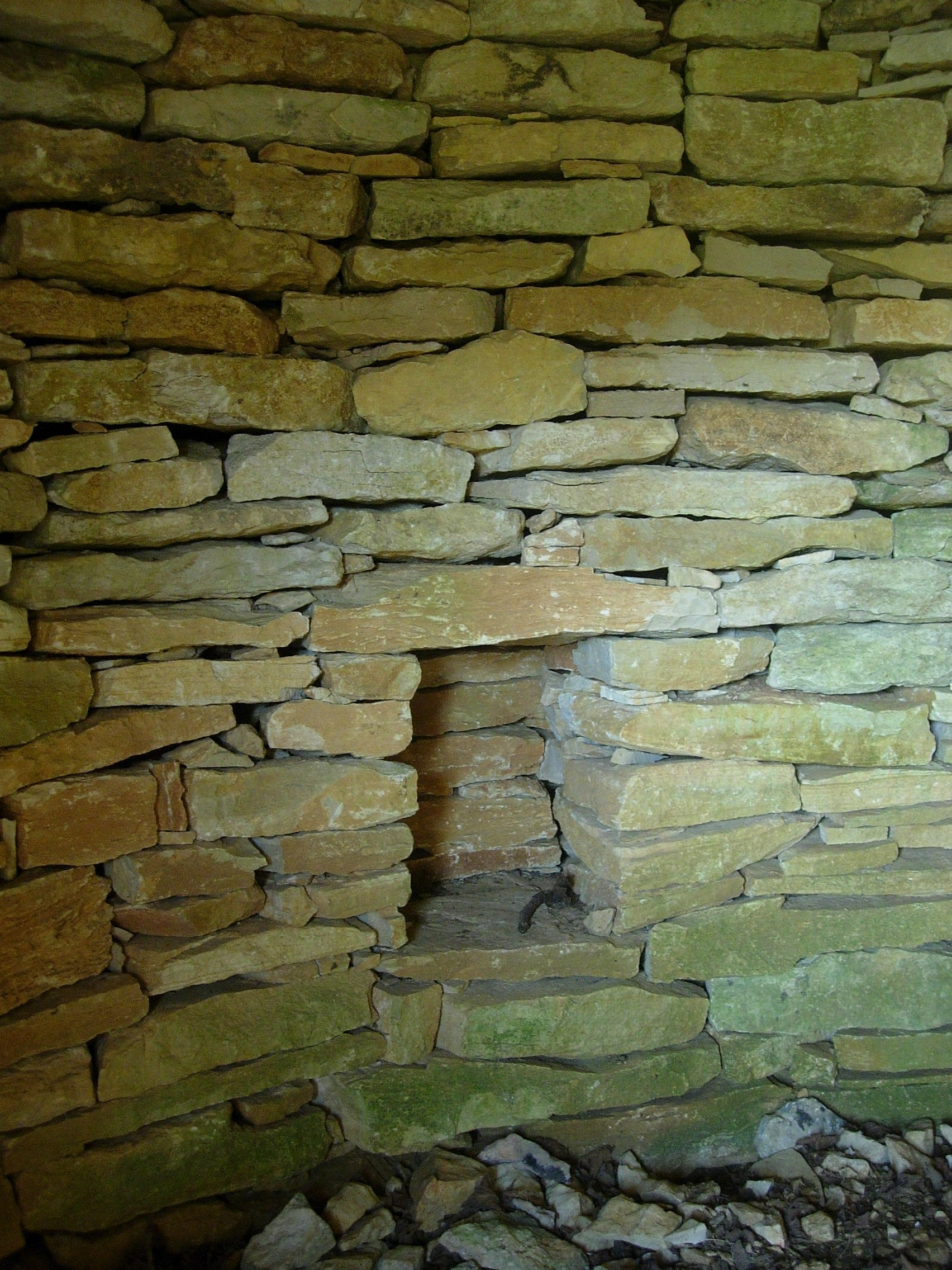
Innenansicht der Cadole
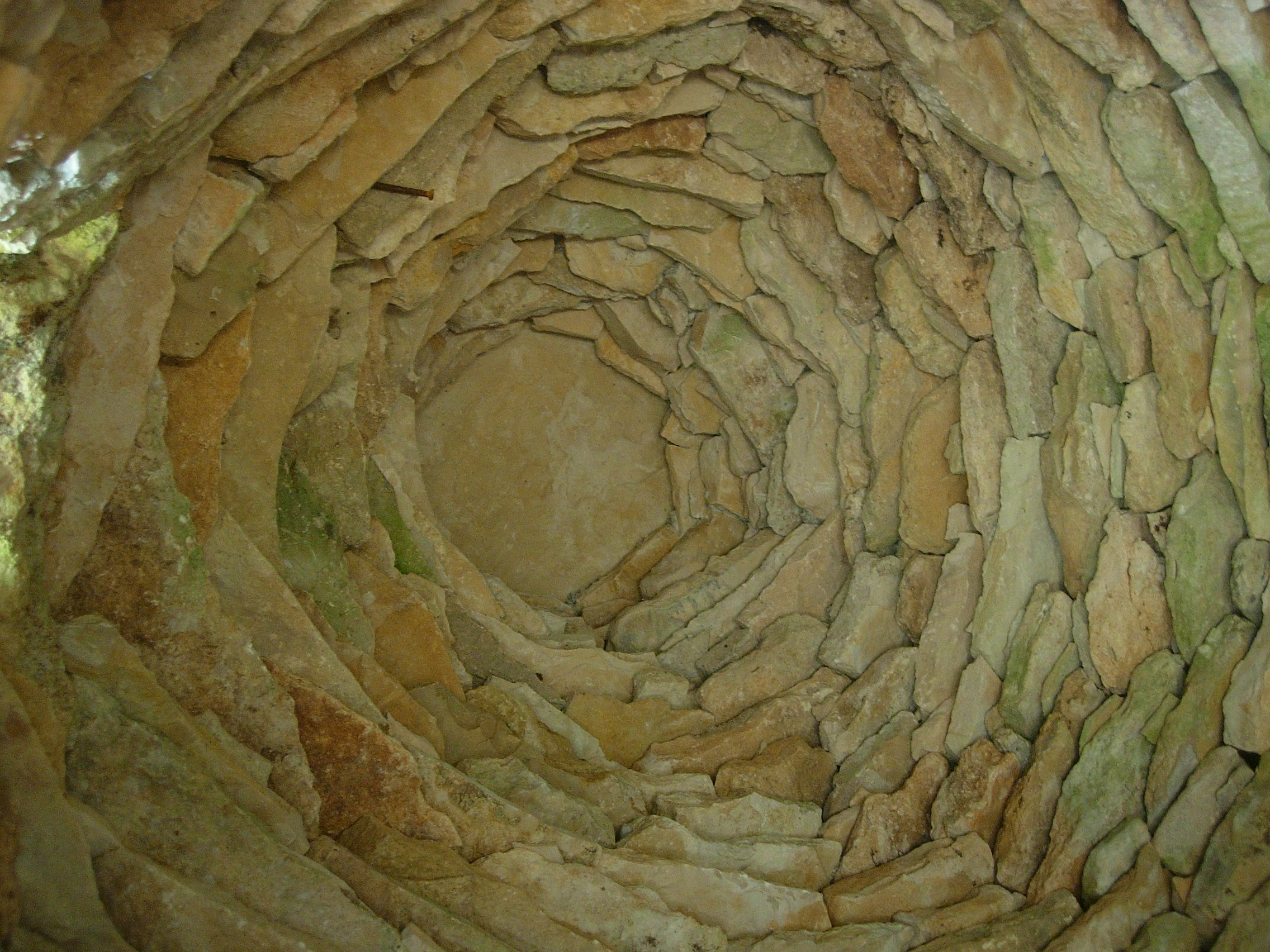
Dachverjüngung von innen

## Wirtschaft und Infrastruktur
In Noé-les-Mallets sind 54 Landwirtschaftsbetriebe ansässig, die meisten davon sind Winzer. Neben etwas Getreideanbau und Viehzucht ist der Weinbau mit Abstand die wichtigste wirtschaftliche Grundlage der Gemeinde. Die Weinreben der Gemeinde sind Teil des Weinbaugebietes Côte de l’Aube im äußersten Süden der Weinbauregion Champagne. Die Winzer dürfen somit Grundweine für die Champagner-Herstellung produzieren.
Durch den Südwesten der Gemeinde Noé-les-Mallets verläuft die Fernstraße D 79 von Vendeuvre-sur-Barse nach Essoyes. In Magnant, 13 Kilometer nordwestlich von Noé-les-Mallets, besteht ein Anschluss an die Autoroute A5 von Paris nach Langres. Der Bahnhof der 22 Kilometer entfernten Kleinstadt Bar-sur-Aube liegt an der Bahnstrecke Paris–Mulhouse.

## Belege
1. ↑  Ortsname auf cassini.ehess.fr
2. ↑  Festlegung der Schreibweise auf legifrance.douv.fr (französisch)
3. ↑  Noé-les-Mallets auf cassini.ehess.fr
4. ↑  Noé-les-Mallets auf insee.fr
5. ↑  Landwirtschaftsbetriebe auf annuaire-mairie.fr (französisch)